# Низколизы
Низколизы (укр. Низьколизи) — село в Монастырисской городской общине Чортковского района Тернопольской области Украины.
Население по переписи 2001 года составляло 180 человек. Почтовый индекс — 48340. Телефонный код — 3555.

## История
С 1964 по 1992 г. носило название Барвинково.
До 2020 года входило в Монастырисский район.